# Главная палата мер и весов
Главная палата мер и весов (с 1842 по 1893 год — Депо образцовых мер и весов) — метрологическое и поверочное учреждение Российской империи; первое государственное учреждение такого рода в России. Являлась центральным учреждением министерства финансов, заведовавшим поверочной частью в стране и подчинённым отделу торговли.

## История
Депо образцовых мер и весов было создано в Санкт-Петербурге в 1842 году. В его обязанности входило хранение эталонов мер и организация их поверки, а также изготовление новых эталонов.
Первыми учёными-хранителями Депо мер и весов были академик Адольф Яковлевич Купфер и профессор Владимир Семёнович Глухов. В 1892 году учёным-хранителем был назначен химик Дмитрий Иванович Менделеев. Уже в начале своей деятельности по руководству Депо Менделеев поставил перед собой три задачи, разрешение которых, по его мнению, должно было коренным образом изменить существующее положение дел в области и мер и весов: возобновление русских прототипов длины и массы; создание центрального метрологического учреждения с хорошо оборудованными для научных работ лабораториями; организация поверочного дела на новых началах.
В 1893 году по инициативе Менделеева Депо образцовых мер и весов было преобразовано в Главную палату мер и весов, управляющим которой он и был назначен.
Согласно Положению о Главной палате мер и весов на неё возлагалось:
1. хранение основных образцов (прототипов) единиц веса и мер, принятых в России;
2. хранение копий и образцов иностранных единиц веса и мер;
3. изготовление точных копий с основных образцов для поверки торговых мер и весов и периодическая поверка этих копий;
4. поверка всякого рода мер и измерительных приборов;
5. составление сравнительных таблиц русских и иностранных мер и инструкций, определяющих производство поверки мер и весов в местных поверочных учреждениях;
6. рассмотрение всех вопросов, касающихся мер и весов как по предложению правительственных органов, так и возникающих при работах, производящихся в Главной палате.

По Положению о мерах и весах 1899 года задачей Палаты являлось «сохранение единообразия, верности и взаимного соответствия мер и весов»; по закону 1901 года на неё было возложено заведование местными поверочными палатками, временными их отделениями, распределение по тем и другим состоявших при Палате поверителей, командирование их и др., а также решение различных вопросов по метрологии и ведение отчётности по поступлению в казну сборов за клеймение мер и весов.
В 1931 году Палата была реорганизована в Институт метрологии и стандартизации, с 1934 года — институт метрологии, ныне — Всероссийский научно-исследовательский институт метрологии имени Д. И. Менделеева.

## Здания
Комплекс зданий Палаты мер и весов находится в Санкт-Петербурге по адресу: Московский проспект, д. № 19.
Жилой корпус (литера Г, корпус 4) был построен по проекту архитектора А. И. фон Гогена. В 1893—1907 здесь находилась квартира Д. И. Менделеева, ныне в здании находится музей его имени. Корпус с часовой башней по бывшему Забалканскому проспекту был построен в 1902 году по проекту гражданского инженера С. С. Козлова.